# Atlas (hold)
Az Atlas a Szaturnusz egyik holdja. A bolygó holdjai közül a második legközelebbi. A Szaturnuszt kör alakú pályán, közvetlenül a külső gyűrű pereme előtt, 137 670 km távolságban, kb. 14 és fél óra alatt kerüli meg. Alakja szabálytalan, méretei: 37×34×27 km. Tömegét, sűrűségét és látszólagos fényességét nem ismerjük. A Voyager–1 szonda 1980-ban küldött felvételei alapján Richard Terrile fedezte fel.